# Are You Lonesome Tonight?
"Are You Lonesome Tonight?" er en komposition fra 1926, skrevet af Roy Turk og Lou Handman. Sangen blev første gang indspillet i 1927 og er sidenhen indspillet i en række forskellige udgaver med bl.a. Al Jolson, Henry Burr, Vaughn Deleath, Blue Barron Orchestra (1950), Jaye P. Morgan (1959), Elvis Presley (1960 og senere), Donny Osmond (1974) og The Mavericks.
"Are You Lonesome Tonight?" består udelukkende af spørgsmål, så hver sætning ender med et spørgsmålstegn, bortset fra det kuriøse reciterede vers midt i sangen. Inspirationen hertil er hentet fra 2. akt, scene 7 i William Shakespeares skuespil As You Like It (Som man behager) fra 1599.

## Elvis Presleys udgave
Det er især med Elvis Presley, at sangen er kendt. Den blev indspillet samtidig med en anden af Presleys klassikere, "It's Now Or Never", i RCAs Studio B i Nashville, Tennessee den 3. april 1960 og derefter udsendt som A-side på en singleplade med "I Gotta Know" (af Paul Evans og Matt Williams) på B-siden. "Are You Lonesome Tonight?" lå på førstepladsen på hitlisten seks uger i træk og er solgt i ca. 5 millioner eksemplarer.
Den 24. september 2002 udgav RCA en CD med titlen "ELV1S 30 #1 HITS" (bemærk at 'i' i Elvis er erstattet af et 1-tal), hvor "Are You Lonesome Tonight?" var med. Denne nye CD blev, ligesom i sin tid sangene på den, nummer 1 på hitlisterne rundt om i verden, – 25 år efter kunstnerens død!
Presley sang sangen ved adskillige koncerter, og den blev mange gange udsendt på liveoptagelser herfra. En af disse er den såkaldte "Laughing Version" fra 26. august 1969, hvor Elvis får et grineflip på scenen under sin sang og alligevel forsøger at gennemføre nummeret.

### Grammy-nomineringer
"Are You Lonesome Tonight?" i Elvis Presleys udgave blev i 1961 nomineret til tre Grammy Awards, uden dog at vinde. De tre nomineringer var i kategorierne 'Male Vokal Performance – Single', 'Record of the Year' og 'Vokal Performance – Pop Single Artist'.

## Dansksproget udgave
Den danske gruppe Bamses Venner indspillede sin version af sangen med dansk tekst af Bjarne Gren Jensen. Den danske version hed "Er du langsom i nat" og blev udsendt på albummet Mælk og vin fra 1976.
Skuespilleren Frits Helmuth lancerede sin version af sangen i tv-showet Far og søn i 1964, hvor den danske gendigtning, skrevet af Benny Andersen, kom til at hedde "Har du drukket, min ven?". Senere genindspillede han den på albummet Tæt på fra 1982 og på live-albummet Ganske meget i “live” udsendt i 1993.

## Andet
Sangtitlen har inspireret til en bogtitel, nemlig Elvis Presley-kogebogen "Are You Hungry Tonight?" (opskrifter samlet af Brenda Arlene Butler), der giver opskriften på en lang række af de retter, som Elvis Presley foretrak.

## Links
- Sangteksten Arkiveret 10. oktober 2007 hos  Wayback Machine